# Amzacea
Amzacea (/am.'za.tʃe̯a/) là một xã ở hạt Constanţa, România. Đô thị này gồm three villages:
- Amzacea (tên lịch sử: tiếng Thổ Nhĩ Kỳ: Hamzaça, Amzaça)
- Casicea
- General Scărişoreanu (tên lịch sử: Enghez, tiếng Thổ Nhĩ Kỳ: Engez) - được đặt tên theo vị tướng người Romania trong thế chiến I